# 常伯夫
常伯夫（？—？），辽西郡肥如县（今河北省迁安市）人，祖籍河内郡温县（今河南省焦作市温县），常太后的堂兄弟，北魏官员。

## 生平
太安初年，常伯夫官至散骑常侍、选部尚书。和平二年，魏文成帝拓跋濬南巡，从定州前往邺城，三月丁巳朔（461年3月27日），魏文成帝在灵丘亲自射箭越过山峰，平东将军、选部尚书、阳乐侯常伯夫跟随参与了这次南巡。天安年间，常伯夫爵位进为范阳公，后官至洛州刺史，因为贪污和欺骗，被征召回京，在京城斩首。

## 三字石经
当时洛阳虽然经过破坏和战乱，但是三字石经屡次经过丧乱没有损失，冯熙和常伯夫相继担任洛州刺史时，毁坏三字石经修建佛寺，三字石经才大部分残破败坏。

## 家庭

### 父亲
- 常訢，北魏使持节、安东将军、幽州刺史、广宁公[1]

### 兄弟
- 常员，北魏金部尚书

### 子女
- 常禽可
- 常敬兰，第三女，嫁李缅[1]